# Brabham BT54
Brabham BT54 — гоночный  автомобиль команды Формулы-1 Motor Racing Developments (Brabham), выступавший в сезонах 1985 и 1986 годов.

## История
Шасси BT54 являлось дальнейшим развитием своих предшественников (BT52 и BT53), но перепроектированным под использование новых покрышек Pirelli. Гонщикам команды удалось одержать всего одну победу, Нельсон Пике выиграл Гран-при Франции. Команда заняла лишь 5-е место в Кубке конструкторов.

## Результаты выступлений в гонках[1]
| Год  | Шасси        | Двигатель             | Шины | Пилоты | 1    | 2    | 3    | 4    | 5    | 6   | 7   | 8   | 9    | 10   | 11  | 12  | 13  | 14   | 15   | 16   | Место | Очки |
| ---- | ------------ | --------------------- | ---- | ------ | ---- | ---- | ---- | ---- | ---- | --- | --- | --- | ---- | ---- | --- | --- | --- | ---- | ---- | ---- | ----- | ---- |
| 1985 | Brabham BT54 | BMW M12/13 1,5 л, L4T | P    |        | БРА  | ПОР  | САН  | МОН  | КАН  | ДЕТ | ФРА | ВЕЛ | ГЕР  | АВТ  | НИД | ИТА | БЕЛ | ЕВР  | ЮАР  | АВС  | 5     | 26   |
| 1985 | Brabham BT54 | BMW M12/13 1,5 л, L4T | P    | Пике   | Сход | Сход | 8    | Сход | Сход | 6   | 1   | 4   | Сход | Сход | 8   | 2   | 5   | Сход | Сход | Сход | 5     | 26   |
| 1985 | Brabham BT54 | BMW M12/13 1,5 л, L4T | P    | Эсно   | Сход | Сход | Сход | НКВ  |      |     |     |     |      |      |     |     |     |      |      |      | 5     | 26   |
| 1985 | Brabham BT54 | BMW M12/13 1,5 л, L4T | P    | Зурер  |      |      |      |      | 15   | 8   | 8   | 6   | Сход | 6    | 10  | 4   | 8   | Сход | Сход | Сход | 5     | 26   |

| Легенда к таблице |                                                                    |
| --- | ------------------------------------------------------------------ |
| В таблице перечислены результаты всех Гран-при Формулы-1, в которых использовался автомобиль. Строками таблицы являются сезоны, столбцами — этапы чемпионата мира. В каждой клетке указаны сокращённое название этапа и результат, дополнительно обозначенный цветом. Расшифровка обозначений и цветов представлена в нижеследующей таблице. |                                                                    |
| \| Пример \| Описание \| \| ------------ \| ------------------------------------------------------------------ \| \| 1 \| Победитель \| \| 2 \| Второе место \| \| 3 \| Третье место \| \| 5 \| Финишировал, заработав очки \| \| Сход \| Не финишировал, но при этом заработал очки \| \| 12 \| Финишировал, не получив очков \| \| НКЛ \| Финишировал, но не попал в финальную классификацию \| \| 15 \| Участвовал вне зачёта, либо по отдельной классификации \| \| 18 \| Не финишировал, но попал в финальную классификацию \| \| Сход \| Не финишировал \| \| НКВ \| Не прошёл квалификацию \| \| НПКВ \| Не прошёл предквалификацию \| \| ДСК \| Дисквалифицирован \| \| ИСК \| Исключён из протокола соревнований \| \| ТТ \| Заявлен для участия только в тренировках \| \| НС \| Участвовал в квалификации, но не стартовал в гонке \| \| Т \| Травмирован или болен \| \| ОТК \| Отказ от участия \| \| НТР \| Прибыл на соревнования, но на трассу не выезжал \| \| НПР \| Был заявлен в числе участников, но не прибыл к началу соревнований \| \| О \| Соревнования отменены \| \| \| Не участвовал \| \| Поул-позиция \| \| \| Быстрый круг \| \| |                                                                    |
| Пример | Описание                                                           |
| 1 | Победитель                                                         |
| 2 | Второе место                                                       |
| 3 | Третье место                                                       |
| 5 | Финишировал, заработав очки                                        |
| Сход | Не финишировал, но при этом заработал очки                         |
| 12 | Финишировал, не получив очков                                      |
| НКЛ | Финишировал, но не попал в финальную классификацию                 |
| 15 | Участвовал вне зачёта, либо по отдельной классификации             |
| 18 | Не финишировал, но попал в финальную классификацию                 |
| Сход | Не финишировал                                                     |
| НКВ | Не прошёл квалификацию                                             |
| НПКВ | Не прошёл предквалификацию                                         |
| ДСК | Дисквалифицирован                                                  |
| ИСК | Исключён из протокола соревнований                                 |
| ТТ | Заявлен для участия только в тренировках                           |
| НС | Участвовал в квалификации, но не стартовал в гонке                 |
| Т | Травмирован или болен                                              |
| ОТК | Отказ от участия                                                   |
| НТР | Прибыл на соревнования, но на трассу не выезжал                    |
| НПР | Был заявлен в числе участников, но не прибыл к началу соревнований |
| О | Соревнования отменены                                              |
| | Не участвовал                                                      |
| Поул-позиция |                                                                    |
| Быстрый круг |                                                                    |